# Molophilus nglaiye
Molophilus nglaiye är en tvåvingeart som beskrevs av Günther Theischinger 1994. Molophilus nglaiye ingår i släktet Molophilus och familjen småharkrankar. Inga underarter finns listade i Catalogue of Life.